# Équipe cycliste Contentpolis-Ampo
L'équipe cycliste Contentpolis-Ampo est une ancienne formation espagnole de cyclisme professionnel sur route. Elle appartenait aux équipes continentales professionnelles et participait donc principalement aux épreuves des circuits continentaux.

## Histoire de l'équipe
L'équipe Grupo Nicolás Mateos est créée en 2006. Alors simple équipe continentale, elle est dirigée par José Antonio Fernández Matxin.
En 2008, avec un effectif et un encadrement profondément renouvelés et de nouveaux sponsors, elle devient Contentpolis-Murcia et est promue équipe continentale professionnelle.
L'équipe disparaît à l'issue de la saison 2009, pour diverses problèmes financiers.

## Classements UCI

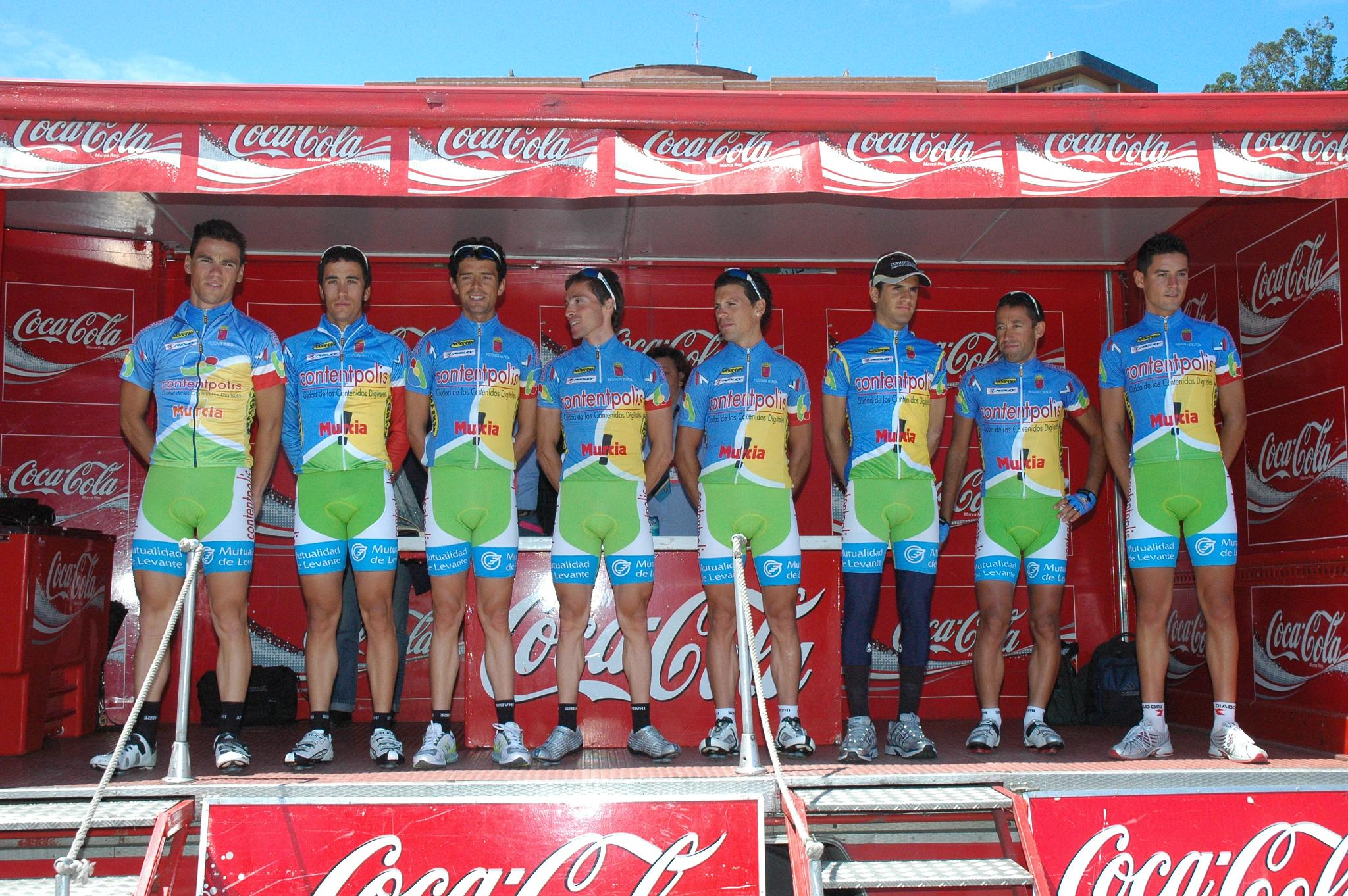
L'équipe lors de la Bicyclette basque en 2008

L'équipe a, avec le statut d'équipe continentale en 2005 puis d'équipe continentale professionnelle à partir de 2006, participé principalement aux épreuves de l'UCI Europe Tour à partir de 2005. Le tableau ci-dessous présente les classements de l'équipe sur les différents circuits, ainsi que son meilleur coureur au classement individuel.
UCI America Tour
| Saison | Classement par équipes | Meilleur coureur au classement individuel |
| ------ | ---------------------- | ----------------------------------------- |
| 2009   | 24e                    | Javier Benítez (104e)                     |

UCI Europe Tour
| Saison | Classement par équipes | Meilleur coureur au classement individuel |
| ------ | ---------------------- | ----------------------------------------- |
| 2006   | 52e                    | Javier Benítez (43e)                      |
| 2007   | 81e                    | Diego Milán (336e)                        |
| 2008   | 17e                    | Manuel Vázquez Hueso (24e)                |
| 2009   | 34e                    | Adrián Palomares (138e)                   |

En 2009, le classement du ProTour est remplacé par le Classement mondial UCI. Celui-ci compile les points acquis lors d'épreuve du Calendrier mondial UCI et intègre les équipes continentales professionnelles, ce qui n'était pas le cas du classement du ProTour. L'équipe Contentpolis-Ampo est 28e de ce classement avec 24 points. Ceux-ci ont été acquis par Manuel Vázquez Hueso lors du Tour d'Espagne (16 pts), Julián Sánchez lors du Tour de Catalogne (6 pts) et Francisco José Pacheco lors du Tour d'Espagne (2 pts).
| Saison | Classement par équipes | Meilleur coureur au classement individuel |
| ------ | ---------------------- | ----------------------------------------- |
| 2009   | 28e                    | Manuel Vázquez Hueso (140e)               |

## Contentpolis-Ampo en 2009[3]

### Effectif
| Coureur                  | Date de naissance | Nationalité | Équipe 2008                | Équipe 2010                     |
| ------------------------ | ----------------- | ----------- | -------------------------- | ------------------------------- |
| Javier Benítez           | 3 janvier 1979    | Espagne     | Benfica                    | Guerola-Valencia Terra I Mar    |
| Claudio José Casas (es)  | 25 février 1982   | Espagne     | Andalucía-Cajasur          |                                 |
| Oleh Chuzhda             | 8 mai 1985        | Ukraine     | Contentpolis-Murcia        | Caja Rural                      |
| Sergio Domínguez Muñoz   | 12 avril 1986     | Espagne     | Contentpolis-Murcia        |                                 |
| Javier Etxarri           | 16 août 1986      | Espagne     | Seguros Bilbao             | Lizarte                         |
| Dionisio Galparsoro      | 13 août 1978      | Espagne     | Euskaltel-Euskadi          |                                 |
| Óscar García-Casarrubios | 7 juin 1984       | Espagne     | Supermercados Froiz        | Heraklion Kastro-Murcia         |
| Mikel Gaztañaga          | 30 décembre 1979  | Espagne     | Agritubel                  |                                 |
| José Herrada             | 1er octobre 1985  | Espagne     | Contentpolis-Murcia        | Caja Rural                      |
| Gorka Izagirre           | 7 octobre 1987    | Espagne     | Seguros Bilbao             | Euskaltel-Euskadi               |
| Francisco José Pacheco   | 27 mars 1982      | Espagne     | Barbot-Siper               | Xacobeo Galicia                 |
| Adrián Palomares         | 18 février 1976   | Espagne     | Contentpolis-Murcia        |                                 |
| Aitor Pérez Arrieta      | 24 juillet 1977   | Espagne     | Extremadura                | Footon-Servetto                 |
| Rubén Reig               | 26 septembre 1986 | Espagne     |                            | Caja Rural                      |
| Julián Sánchez Pimienta  | 26 février 1980   | Espagne     | Contentpolis-Murcia        |                                 |
| Rafael Serrano           | 15 juillet 1987   | Espagne     | Contentpolis-Murcia        | Heraklion Kastro-Murcia         |
| Eloy Teruel              | 20 novembre 1982  | Espagne     | Contentpolis-Murcia        | Mutua Levante-Cafemax-CC Gusano |
| Manuel Vázquez Hueso     | 31 mars 1981      | Espagne     | Contentpolis-Murcia        | Andalucía-Cajasur               |
| Pedro José Vera (de)     | 28 février 1984   | Espagne     | Hierros Agüera-Sport Matas | Senio Los Alcazares GD          |

### Victoires
| Date       | Course                                                                  | Pays     | Classe | Vainqueur               |
| ---------- | ----------------------------------------------------------------------- | -------- | ------ | ----------------------- |
| 21/05/2009 | 3e étape du Tour de Catalogne                                           | Espagne  | PT     | Julián Sánchez Pimienta |
| 13/06/2009 | 3e étape du Grand Prix International CTT Correios de Portugal           | Portugal | 2.2    | Adrián Palomares        |
| 14/06/2009 | Classement général du Grand Prix International CTT Correios de Portugal | Portugal | 2.2    | Adrián Palomares        |
| 14/08/2009 | 8e étape du Tour du Portugal                                            | Portugal | 2.HC   | Oleh Chuzhda            |
| 05/10/2009 | 1re étape du Tour de Chihuahua                                          | Mexique  | 2.2    | Javier Benítez          |
| 06/10/2009 | 2e étape du Tour de Chihuahua                                           | Mexique  | 2.2    | Javier Benítez          |
| 10/10/2009 | 6e étape du Tour de Chihuahua                                           | Mexique  | 2.2    | Javier Benítez          |